# Pind
Frederik Pind Schmidt kendt under kunstnernavnet Pind er en dansk rapper.
Pind debuterede i 2018 med singlen "Torpedo". Han fik sit gennembrud med numrene "Indlæg" og "Plastic" fra EP'en Videre i 2019. I januar 2023 havde "Plastic" fået over 8 millioner afspilninger på Spotify.
Pind er født i Herning i midten af 1990'erne og opvokset i Ringkøbing. Han flyttede til København i 2016.